# Михаил Газенкампф
Михаил Александрович Газенкампф е руски офицер, генерал от пехотата, писател и публицист. Участник в Руско-турската война (1877-1878).

## Биография
Мехаил Газенкампф е роден през 1843 г. в Русия в семейството на потомствен дворянин. Посвещава се на военното поприще. Завършва 2-ри кадетски корпус (1862). Действителна военна служба започва в гвардейския Московски полк (1863). Участва в потушаването на Полското въстание (1863 – 1864). Повишен е във военно звание капитан и служи в щаба на Гвардейските войски в Санкт Петербург.
Завършва Николаевската военна академия на Генералния щаб (1870). Преподавател и професор по военна администрация в Николаевската академия.
Участва в Руско-турската война (1877-1878). В началото на войната е повишен във военно звание полковник с назначение в свитата на главнокомандващия княз Николай Николаевич. Завежда неговата канцелария. Води летописите на военните действия, изготвя релациите на главнокомандващия до император Александър II. Ръководи въпросите на пропагандното осигуряване на войната, работата и връзките с военните кореспонденти на руската и чуждестранната преса. На основата на военните документи и писмата до съпругата си (общо 116) написва мемоарния си труд „Мой дневник“, Санкт Петербург, 1908, който е първокласен исторически източник за изследване на войната.
След войната е повишен във военно звание генерал-майор от 1884 г. Астрахански губернатор и атаман на Астраханската казашка войска (1885). Заслужил професор на Николаевската академия и неин почетен член (1889, 1894). Повишен във военно звание генерал-лейтенант от 1894 г. Член на Висшата атестационна комисия, Военния съвет на Руската армия и Държавния съвет за отбрана (1903). Автор на учебници за Николаевската академия, статии в периодичния печат и „Енциклопедия на военните и морски науки“. Завършва службата със звание генерал от пехотата и е зачислен за вечни времена в списъка на лейбгвардейския Московски полк.